# Есекс (броненосен крайцер, 1901)
Вижте пояснителната страница за други значения на Есекс.
Есекс (на английски: HMS Essex, Кораб на Негово Величество „Есекс“) е броненосен крайцер, един от десетте крайцера от типа „Кент“, най-голямата серия броненосни крайцери в света, построени за Кралския флот на Великобритания в началото на 20 век. Заложен на 1 януари 1900 г. в Пембрук Док. Спуснат на вода на 29 август 1901 г. Влиза в строй на 22 март 1904 г.

## Конструкция

### Силова установка
2 парни машини с тройно разширение, 31 котела „Белвил“. Запас въглища: нормален 1600 дълги тона.

### Брониране
Круповска броня.

### Въоръжение
Тегло на бордовия залп: 408 kg.